# Esa Holopainen

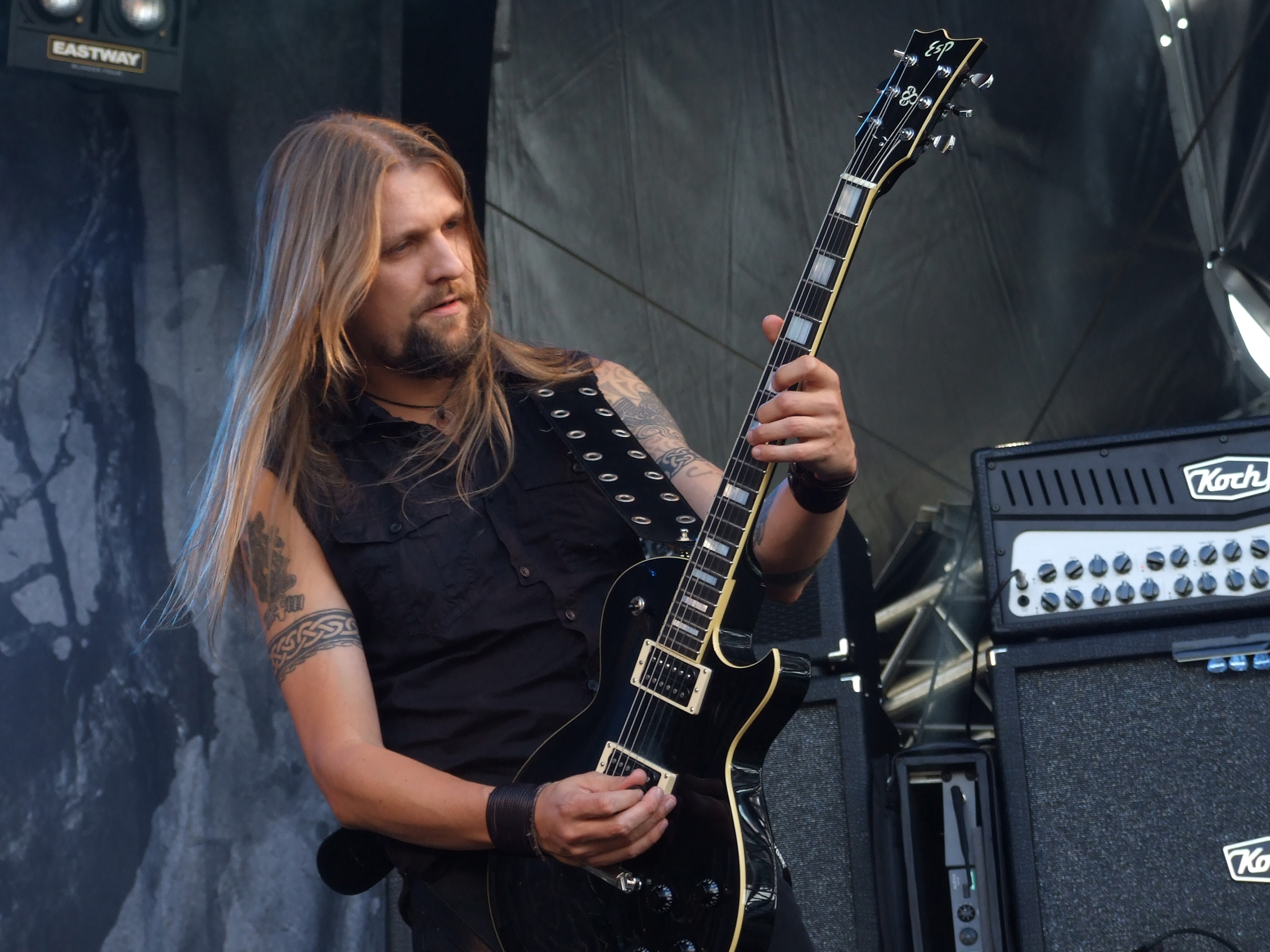
Esa Holopainen 2008

Esa Holopainen (* 1. Oktober 1972) ist ein finnischer Musiker. Bekannt wurde er als Sologitarrist von Amorphis.

## Werdegang
Esa Holopainen gründete 1987 mit Schlagzeuger Jan Rechberger die Speed-Metal-Band Violent Solution. Die Band veröffentlichte im Jahr 1990 das Demo Paralysis / Individual Nightmare sowie die EP Period of Depression. Nach der Auflösung von Violent Solution gründeten die beiden zusammen mit Rhythmusgitarrist Tomi Koivusaari und Bassist Olli-Pekka Laine die Band Amorphis.
Von 2003 bis 2005 war Holopainen Mitglied in der finnischen Death-Metal-Supergroup Chaosbreed. Im Jahr 2007 beteiligte er sich an dem Instrumental-Album Guitar Heroes, erschienen am 7. November 2007.

## Ausstattung
Ebenso wie Tomi Koivusaari spielt auch Esa Holopainen seit Ende 2006 zwei an seine Vorgaben angepasste ESP Eclipse. Vorher hatte er hauptsächlich Gibson-Gitarren gespielt, unter anderem die Modelle Gibson Les Paul, Gibson Flying V und Gibson SG. Als Verstärker verwendet Holopainen zwei Modelle des niederländischen Herstellers Koch, den Supernova und den Powertone II.
Ende 2008 brachte ESP ein auf der bekanntesten von Holopainens Gitarren basierendes Sondermodell auf den Markt, die Esa Holopainen Signature Eclipse FT Sun. Die auf 10 Exemplare limitierte Auflage war nur in Finnland erhältlich.

## Einflüsse
Als wichtige Einflüsse gibt Holopainen Ritchie Blackmore, David Gilmour, Nick Cave, Thin Lizzy, Led Zeppelin, Slayer und Metallica an.